# شبه دخيل إنجليزي

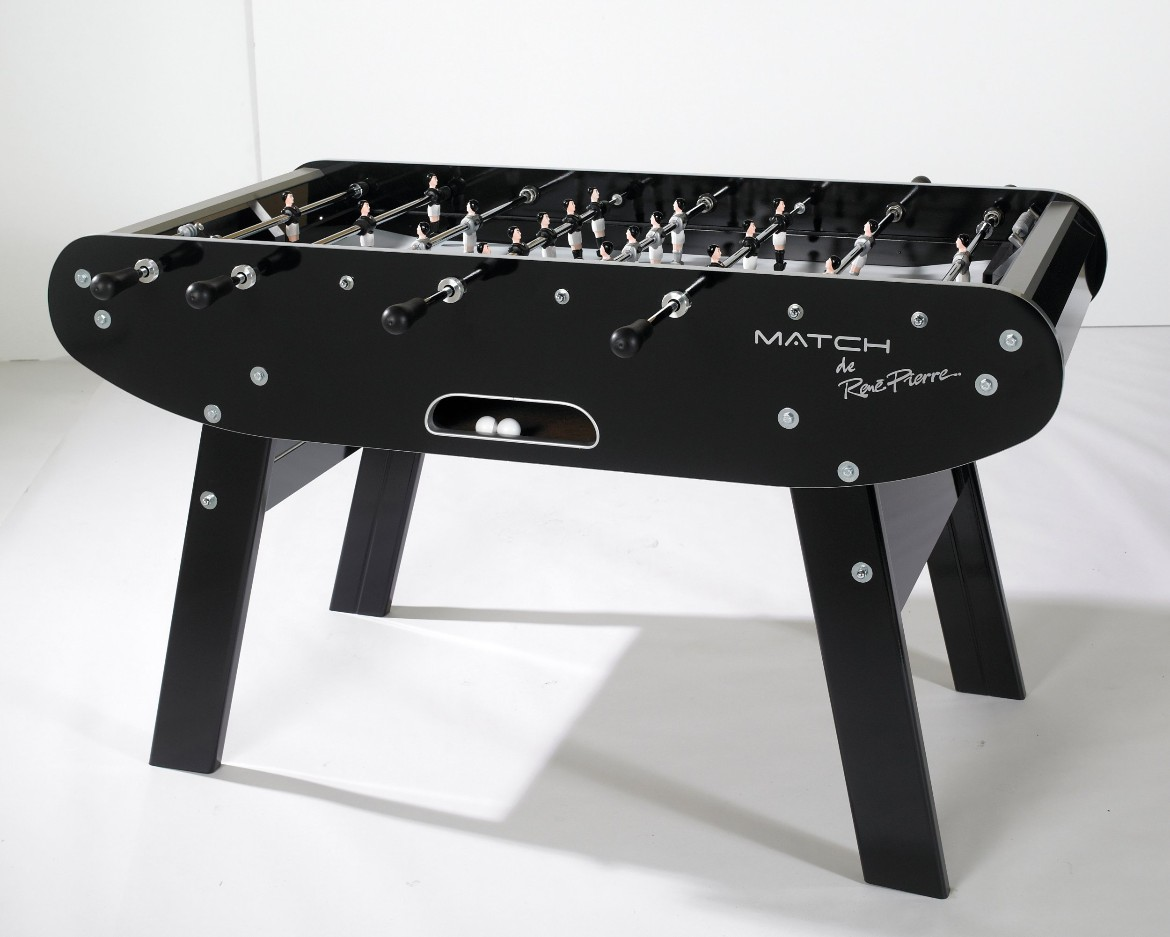

شبه الدخيل الإنجليزي هو اللفظ الذي يشبه الدخيل الإنجليزي لكنه ليس كذلك، بمعنى اللفظ المركب (الكل) من كلمات إنجليزية دخيل (الأجزاء) الذي لا يوجد في له شبه في اللغة الإنجليزية بنفسها.